# José Vaz
San José Vaz, CO, (Konkaní: Bhoktivont Zuze Vaz, Cingalés: Santha Juse Vaz Piyathuma) (21 de abril de 1651, Benaulim – 16 de enero de 1711, Kandy) fue un sacerdote católico oratoriano y misionario de Goa.
Vaz entró en Ceilán (ahora Sri Lanka) durante la ocupación holandesa, cuando el calvinismo era la religión oficial. Viajó por toda la isla con lo que las eucaristías y los sacramentos a los grupos clandestinos de los católicos. Más adelante en su misión, encontró refugio en el Reino de Kandy, donde fue capaz de trabajar libremente. En el momento de su muerte, Vaz había logrado reconstruir la Iglesia Católica en la isla.
Como resultado de sus trabajos, Vaz es conocido como el Apóstol de Ceilán. El 21 de enero de 1995, fue beatificado por Juan Pablo II en Colombo y canonizado el 14 de enero de 2015, por el Papa Francisco en Galle Face Green, Colombo, Sri Lanka.

## Primeros años
El tercero de seis hijos, Vaz nació en 1651 en Benaulim, el pueblo de su madre. Sus padres, Cristóvão Vaz y Maria de Miranda, eran devotos católicos. Cristóvão perteneció a una prominente familia Naik Goud Saraswat Brahmin de Sancoale. Fue bautizado en el octavo día en la iglesia parroquial de San Juan el Bautista, Benaulim por su pastor, Jacinto Pereira. Vaz asistió a la escuela primaria en Sancoale. Aprendió portugués en Sancoale y latín en Benaulim. Fue alumno brillante y respetado por sus profesores y compañeros de estudios. Hizo rápidos progresos en sus estudios que su padre decidió enviarlo a la ciudad de Goa Vieja para estudios posteriores; donde realizó un curso de retórica y humanidades en la universidad jesuita de San Pablo. Estudió luego filosofía y teología en el Colegio de Santo Tomás de Aquino en la ciudad de Goa.
En 1675, Vaz fue ordenado diácono para la Arquidiócesis de Goa y Damán por Custódio de Pinho, el vicariato apostólico de Bijapur y Golconda. En 1676, fue ordenado sacerdote por el Arzobispo de Goa, António Brandão, S.O.Cist. Poco después de su ordenación, empezó a andar descalzo a vivir como los pobres y adquirió una reputación como predicador popular y confesor. Abrió una escuela de latín en Sancoale para los futuros seminaristas. En 1677 se consagró como un "esclavo de María", sellándolo con un documento conocido como la "Escritura de Bondage".

## Ministerio en Canara (1681–1687)
Vaz quiso servir como misionero en Ceilán, y por lo tanto presentó su solicitud a ir allí para el capítulo de la catedral, que administraba la diócesis tras la vacante producida por la muerte de Brandão el 6 de julio de 1678. Sin embargo, el cabildo catedralicio le propuso ir a Canara en lugar, donde las autoridades Padroado en Goa estaban en conflicto con las autoridades locales pertenecientes a la Propaganda Fide. Vaz fue designado el arcipreste de Canara por el Padroado en 1681, y enviado con el fin de afirmar su jurisdicción contra la Propaganda Fide. El capítulo también se le dio el título estimado de "Marco de Canara". A su llegada, se encontró con la situación de la Iglesia católica no es altamente explosivo.
Las autoridades del Padroado en Goa estaban en conflicto con los de la Propaganda Fide en Canara, liderada por el ya titular vicario foráneo, obispo Thomas de Castro. El origen del conflicto fue que el nombramiento de De Castro como vicario foráneo de Canara por el Papa Clemente X el 30 de agosto de 1675 no fue reconocida por el arzobispo Padroado anterior. En consecuencia, ellos no ceden la jurisdicción a él a pesar de la carta del Papa de nombramiento.
El conflicto de la propaganda Padroado que siguió dividido a los católicos de Canara en dos lados—los que reconocen la autoridad del arzobispo Padroado en Goa frente a los que apoyaron De Castro. Los que reconocían la autoridad del Padroado fueron excomulgados por De Castro, mientras que los que reconoció la autoridad de la propaganda fueron excomulgados por las autoridades Padroado en Goa. Ambos grupos tenían prohibido recibir los sacramentos de los sacerdotes del grupo rival, bajo pena de excomunión.
En una carta de fecha 14 de septiembre de 1681, Vaz lamentó:

«De hecho, muchos creen que la Iglesia Católica está dividida, y que tanto nosotros como sacerdotes del obispo no somos hijos de la misma Madre Iglesia; y que nuestras doctrinas y nuestros sacramentos son diferentes; y lo que los hacen, los otros destruyen. Así, la Iglesia Católica es muy despreciada y no es aceptable.»

Con gran diplomacia y humildad, Vaz De Castro se reunió en Mangalore y después de haber convencido a sí mismo de la legitimidad de los documentos, provocó una tregua hasta que se recibiera una dirección del nuevo papa, Inocencio XI. A la luz del hecho de que el obispo tenía autoridad legítima, Vaz reconoció su autoridad y sin dejar de adherirse al sistema Padroado, celosamente trabajado por el bienestar religioso del pueblo. El obispo acordó además delegar jurisdicción para condicionalmente. Vaz a menudo hablaba con él y le rogó a no emitir tantas excomuniones, sino que esperasen la decisión final del Papa. Señaló que los hindúes se escandalizaron y los cristianos desconcertados por estos argumentos.
Durante su estancia, Vaz realizó actividades misioneras graves en Canara 1681-1684, llevando a cabo una gran cantidad de trabajo misionero en Mangalore, Basrur, Barkur, Mulk, Kallianpur y otras áreas, y la reactivación de los espíritus y la fe de la comunidad católica muy dispersos. Él reconstruyó la catedral de Nuestra Señora del Rosario del Mangalore en Mangalore y construyó nuevas iglesias en Honavar, Basrur, Kundapura y Gangolim. He also set up small schools in some of the villages with the co-operation of their residents.
La contribución más importante de Vaz, sin embargo, fue el establecimiento de un gran número de Irmidades (Confraternities) a lo largo de Canara, donde iba a celebrar periódicamente ocasiones festivas con gran pompa. Vaz se vio obligado a hacerlo debido a la escasez de sacerdotes, y como un Irmidade tales reunió a los católicos de un lugar donde no había iglesia o sacerdote residente. Para ello, construyó pequeñas chozas y pidió a los católicos locales para reunir allí y recitar sus oraciones. Esto en gran medida contribuyó a mantener vivo y animar el fervor religioso de la cristiandad.
En su corta estancia, Vaz adquirió una gran reputación y santo. Él hizo grandes servicios a la causa de la elevación de los oprimidos. Muchos milagros se atribuyen a él. Una leyenda local dice que mientras se desempeñaba como pastor de la parroquia de Nuestra Señora de la Misericordia, Paneer, a pocos kilómetros de Mudipu, Bantwal, a pocos hindúes llegaron en la noche, pidiéndole que los acompañara a administrar sacramentos finales a un feligrés enfermo en el barrio de Mudipu.
Los hombres habían conspirado para matar al sacerdote, debido a sus actividades misioneras incansables. Cuando llegaron a la cima de la colina, los hombres trataron de matarlo. El sereno Vaz se arrodilló sobre la roca y celebró su recta palo en el suelo. Una luz brilló en medio de ellos y los hombres podía ver el agua que brota de los lugares donde se arrodilló. Debido a este milagro, los hombres huyeron de la escena y Vaz regresaron a la parroquia ileso. Un santuario dedicado a él se construyó en ese mismo sitio en Mudipu. Es visitado anualmente por miles de peregrinos y devotos, buscando bendiciones y curas para diversas enfermedades.
El nuevo arzobispo, Manuel de Sousa e Menezes, llegó a Goa, y estaba disgustado con Vaz en cuenta el acuerdo que había hecho con De Castro. Cuando Vaz pidió permiso para volver a Goa, la solicitud fue denegada por el arzobispo. Después de la muerte del arzobispo en 1684, sin embargo, el capítulo de la catedral de Goa le permitió regresar a Goa, reemplazándolo por Nicolás de Gamhoa, uno de sus antiguos asistentes.

## Oratoriano
Cuando Vaz regresó a Goa, pasó su tiempo predicando en los pueblos de los alrededores. También se unió a un grupo de sacerdotes de la arquidiócesis que habían decidido vivir juntos en una comunidad religiosa. El grupo fue formalmente erigido como una comunidad de la Congregación del Oratorio de San Felipe Neri el 25 de septiembre de 1685, las primeras comunidad religiosa nativa en la diócesis. Ellos se hicieron cargo de la Iglesia de la Santa Cruz de los Milagros, donde establecieron su residencia. Vaz fue elegido el primer rector de la comunidad.

## Misión en Sri Lanka (1687–1711)
Al enterarse de la situación angustiosa de los católicos de Ceilán que al parecer no tenían ningún sacerdote durante muchos años, Vaz deseaba ir a su rescate. Pero en lugar de eso fue nombrado Superior de la Misión de Canara, cargo que ocupó durante tres años. En 1686, Vaz obtuvo permiso para renunciar a este cargo y proceder a Ceilán. Él se paró en el Reino de Keladi en 1686–1687 durante unos meses en su camino a Ceilán, donde fue ayudado por sus compañeros, él atendió a las necesidades espirituales de los cristianos locales. Disfrazado como un mendigo, llegó al puerto de Tuticorin el domingo de Pascua de 1687.

### Misión en Jaffna
Al llegar a Jaffna, Vaz encontró una fuerte presencia calvinista. Como sacerdotes católicos fueron prohibidos por las autoridades holandesas, que tenía que viajar con el pretexto de un mendigo y trabajar en secreto. Él trabajó descalzó como un sanniasin indio.
Vaz sufrió una aguda disentería, contraída de las terribles condiciones de viaje. Sobre la recuperación, se puso en contacto con los católicos y escondiéndose de los holandeses. Fue llevado en y ministró a su rebaño en secreto por la noche. En 1689, teniendo su residencia en un pueblo llamado Sillalai, donde los católicos eran numerosos y decididos, Vaz logró revivir el espíritu de los fieles. En 1690, se vio obligado a cambiar su habitación para Puttalam, donde trabajó con gran éxito durante todo un año.

### Misión en Kandy
En 1692, Vaz instaló en Kandy, la capital de la independiente Reino de Kandy, como su centro de operaciones. A su llegada, se le consideró como un espía portugués y fue encarcelado con otros dos católicos. Allí aprendió cingalés, el idioma local. Ellos se quedaron solos por los guardias de la prisión, siempre y cuando no trataron de escapar y él construyeron una choza-iglesia y más tarde una iglesia apropiada dedicada a Nuestra Señora, y empezaron a convertir a otros presos.
Sacar el máximo partido de su nueva libertad, Vaz hizo una visita de la misión a las zonas controladas por los holandeses y visitó los católicos en Colombo. Tres misioneros del Oratorio de Goa llegaron en 1697 para ayudarlo, con la noticia de que Pedro Pacheco, obispo de la Diócesis de Cochín, había designado Vaz como vicario general en Ceilán. Él estaba organizando la estructura básica de la misión cuando la viruela estalló en Kandy. Su trabajo con los enfermos convenció al rey para permitir la libertad a Vaz en sus labores.
Vaz llevó su misión a los principales centros de la isla. Entre 1687 a 1711, él estaba en la cabeza de un grupo de Goa sacerdotes bamonn que bajo su liderazgo y la inspiración, se mezclan y se movía al amparo sostenimiento de la población católica perseguida en Ceilán.
Vaz regresó a Kandy en 1699 con un compañero sacerdote, José de Carvalho, que había sido expulsado por instigación de monjes budistas. Él terminó la construcción de su nueva iglesia, y entró en servicio para el rey, traduciendo libros portugueses en cingalés. Desde este punto de vista, Vaz intensificó su ministerio, y convirtió algunos notables cingaleses. Nuevos misioneros llegaron en 1705, lo que le permitió organizar la misión en ocho distritos, cada uno dirigido por un sacerdote. Él trabajó en la creación de literatura católica comparable a la de los budistas, y afirmar los derechos de los católicos con los del Gobierno calvinista holandés. Vaz declinó humildemente la oferta que se le hizo en 1705, siendo el obispo y primer vicario apostólico de Ceilán, prefiriendo permanecer un sencillo misionero. Por esta razón, es a menudo representado con una mitra junto a él.

## Muerte
El rey Vimaladharmasuriya II, patrón de Vaz, murió en 1707, pero Vira Narendra Sinha, su sucesor, demostró ser un seguidor mayor. Nuevos misioneros llegaron en 1708. En 1710, a pesar de los problemas de salud, Vaz tomó otro viaje apostólico. A su regreso, cayó enfermo. Se recuperó de una serie de infecciones y fiebres, pero se dejó debilitado. Realizó ocho días de ejercicios espirituales prescritos por la Regla Oratoria, pero antes del séptimo día acaeció su muerte en Kandy el 18 de enero de 1711, a los 59 años de edad.

## Beatificación
El tema de su beatificación fue instado primero a la consideración de la Santa Sede por el aó 1737 por Francisco de Vasconcellos, S.J., Diócesis de Cochín, quien también reclamó jurisdicción sobre Ceilán.
Se inició el proceso en Goa, y se registraron un número de milagros. Pero el no cumplimiento de ciertas formalidades esenciales llevó al Papa Benedicto XIV cancelar el proceso, con un pedido, sin embargo, que deben ser re-instituido. La Nunciatura Apóstolica de La India, Wladyslaw Michal Zaleski (1852–1925), quien residía en Kandy, guardó informes de audiencia de este santo sacerdote. Él hizo su propia investigación acerca de él, era un gran admirador de José Vaz y publicó una biografía-emitido múltiples de él. El proceso de beatificación se reanudó más tarde y completó en 1953 por la Arquidiócesis de Goa y Damán. El 21 de enero dr 1995, fue beatificado por el Papa Juan Pablo II en Colombo.

## Causa de canonización
El proceso de canonización para José Vaz a ser declarado santo por la Iglesia Católica ha concluido. Una investigación diocesana de un milagro atribuido a Vaz tuvo lugar en el mes de octubre de 2013. En noviembre de 2013, el Patriarca Filipe Neri Ferrao declaró que la causa de canonización de Vaz había alcanzado un "momento crucial". El 17 de septiembre de 2014, Su Santidad el Papa Francisco aprobó la decisión de la Congregación para las Causas de los Santos, al canonizar el Beato José Vaz.

## Veneración
Hasta ahora la única escuela nombrada en honor de Vaz es el Colegio José Vaz de Wennappuwa, que fue fundada en enero de 1935 por los Hermanos Maristas (iniciado en 1933).
Hay una parroquia dedicada a Vaz en Mudipu. También hay una capilla bajo su patrocinio en un pueblo remoto llamado Aluthwewa, a unos 10 kilómetros de Galewela, en la Parroquia de Wahakotte. Hay una pequeña comunidad de cristianos que son los agricultores migrantes de Wahakotte hay que trajeron la devoción a él.

## Canonización
El 17 de septiembre de 2014, la Santa Sede anunció que el Beato José Vaz, "el Apóstol de Sri Lanka" será declarado santo durante la visita del Papa Francisco a la nación de la isla que tendrá lugar entre el 13 y 15 de enero de 2015. El Papa aprobó el voto por la Sesión Ordinaria de Cardenales y Obispos a favor de la canonización del sacerdote nacido en la India y decidió convocar a un Consistorio en breve.
El Papa Francisco ha doblado las reglas una vez más y prescindido de un segundo milagro, un requisito para la canonización. El Papa había utilizado el mismo proceso para canonizar a San Juan XXIII sin un segundo milagro atribuido a su intercesión.
Dicha ceremonia se celebró el 14 de enero de 2015. Su festividad es el 16 de enero.

### Primaria
- Letters of Blessed Joseph Vaz: Son of Goa, Apostle of Canara and Sri Lanka. Ed. Cosme Jose Vaz Costa. Goa: Eremito M. Rebelo, 2011.

### Secundaria
- Mascarenhas, Michael, SDB. Through Storm and Tempest: A Biography of Blessed Joseph Vaz, Apostle of Canara and Sri Lanka (1651–1711) and an Account of the Historic Exploits of the First Oratorians (Goa...) in Sri Lanka. Mumbai: Tej-prasarini Don Bosco Communications, 2001.
- Mascarenhas, Michael, SDB. Bhaktivant Jose Vazachem Caritravarnan: Kanara and Sri Lankecho preshit (1651–1711) ani Goemcya pratham Oratorian Sansthen Sri Lankat kel'lea caritrik missao vavracho vivar. Tr. into Konkani (Kannada script) by Reginald Pinto, Santosh Menezes, OFM Cap. and Victor Rodrigues. Mumbai: Tej-prasarini Don Bosco Communications, 2002.
- Mascarenhas, Michael, SDB. Vadoll ani tufananantlean: Goencho bhagevont put Padri Juze Vazachea jivitachi kotha. Translation into Konkani (Roman script) by Thomas Misquith and Jess Fernandes. Panjim: Boskon Communications, 2010.
- Mascarenhas, Michael, SDB. Vadalvara va tufanatun: Dhanyavadit Joseph Vaz yanche jivan caritra. Translation into Marathi by Anil Dabre. Mumbai: Tej-prasarini Don Bosco Communications, 2006.
- Cabral e Sa, Mario, and Lourdes Bravo da Costa Rodrigues, Great Goans. Vol. 1: Abbe Faria, Fr Jose Vaz, Lata Mangeshkar, T.B. Cunha. N.N.A.P. Publications, 1986.
- Don Peter, W.L.A. Studies in Ceylon Church History. Colombo: Catholic Press, 1963.
- Don Peter, W.L.A. Historical Gleanings. Colombo, n.p., 1992.
- Gomes, Manuel. Blessed Joseph Vaz: A Creative Missionary Ahead of His Time. Old Goa: Manuel P. Gomes, Pastoral Institute St Pius X, 2010.
- Goonetileke, H.A.I. A Bibliography of Ceylon. 5 vols. Zug: Switzerland, 1975–1983.
- Pereira, Denis G. Blessed Joseph Vaz, the Man, His Mission, His Message. Bopmbay: Pauline, c. 1996.
- Perera, S.G. Life of Blessed Joseph Vaz: Apostle of Sri Lanka. Ontario: Humanics Universal Inc., 2011. [Reprinted in Goa by Eremito M. Rebelo.]
- Perera, S.G., ed. The Oratorian Mission in Ceylon: Historical Documents relating to the Life and Labours of the Venerable Father Joseph Vaz, his Companions and Successors. Colombo: Caxton Printing Works, 1936.
- Perniola, V. The Catholic Church in Sri Lanka: The Dutch Period. 2 vols. Dehiwala: Tissara Prakasakayo, 1983.
- Perniola, V., tr. The Catholic Church in Sri Lanka. The Portuguese Period: Original Documents. Ceylon Historical Journal monograph series 15–16. Dehiwala: Tissara Prakasakayo 1989–(1991). [1:77.]
- Wickremasinghe, Martin. Landmarks of Sinhalese Literature. Colombo: Gunasena, 1948/1963.
- Gomes, Luis. Boddvo Iadnik.
- Costa, Cosme. A letter from Joseph Vaz.
- Do Rego, Sebastiao. Vida do Veneravel Padre Jose Vaz.